# Penonomé
Penonomé es la capital de la provincia panameña de Coclé, al oeste de la provincia de Panamá Oeste, en el centro geográfico del país. Fundada en 1581 por los españoles, para aglutinar a la población aborigen de los predios de Natá y Antón. Inicialmente era un punto de paso en el camino de Natá de los Caballeros a Portobelo, en el camino histórico de Las Cruces.

## Toponimia
Todas las leyendas sobre el nombre de Penonomé giran en torno a un cacique indígena llamado Nomé. Hay tres versiones: la primera es la "pena de Nomé" al morir la princesa a quien amaba. La segunda dice que un conquistador llamado Badajoz, persiguió a Nomé, y lo torturó para obligarle a decir dónde guardaba sus riquezas, hasta matarlo, y su sepulcro tenía una lápida con la inscripción: "Aquí penó Nomé". Y la tercera versión cuenta que el nombre entero del cacique era "Be Nu Nomé".

## Historia
Fue fundada el 30 de abril de 1581 por el oidor de la Real Audiencia de Panamá Diego López de Villanueva y Zapata, según el informe del oidor, la primera misa fue celebrada el 12 de junio de 1581. La ciudad fungió como parada principal desde tiempo coloniales para los comerciantes en el camino histórico de Las Cruces.
A finales en 1671, después del saqueo de Henry Morgan a la Ciudad de Panamá (que en ese entonces era la actual Panamá Viejo) Penonomé fue temporalmente la capital de la provincia de Panamá, mientras se construía la nueva capital (el actual Casco Viejo). El auge de Penonomé coincidió con el ocaso de Natá de los Caballeros hasta que en 1886 adquirió el rol de capital de la provincia de Coclé.

La Cruz de Borgoña es la Bandera de los Reinos Españoles.

En 1687, el pirata francés Exquemelin relató en su obra "Historie des aventures", que en Penonomé se encontraban los pueblos, ciudades, ríos y montañas más importantes del istmo de Panamá. Hacia 1735, Penonomé se había convertido en un punto para el intercambio de comercio internacional hacia Lima, Perú; enviando productos locales como hamacas, redes, bateas, sogas, escobas de palma, entre otros.
Sus primeros barrios fueron Calle Chiquita, El Bajito y San Antonio.
Penonomé tiene un plan urbano español estándar conocido como "traza" en donde la iglesia, oficinas gubernamentales y estación de policía están posicionados alrededor de un parque rectangular. Desde el parque central rectangular parten calles paralelas que se dividen en bloques.

## Geografía
El distrito de Penonomé está ubicado a 87 m sobre el nivel del mar, a 150 km de la ciudad de Panamá, la capital de la República y sus coordenadas geográficas son: 8° 31' 18" N y 80° 21' 33" W
Es el Centro Geográfico de la República de Panamá.

### Clima
El clima que presentan corresponde al Clima Tropical de Sabana, sujeto a sistemas atmosféricos predominantes para la vertiente central de Panamá y las condiciones climáticas regionales que moldean los regímenes pluviales de la zona. Las temperaturas oscilan entre los 25 a 27 °C, la precipitación media anual es de 3,000-2,000 mm. Este tipo de clima presenta una estación seca prolongada (meses de lluvia menor que 60 mm), en el invierno de hemisferio norte, la temperatura media del mes más fresco es mayor a 18 °C.La humedad relativa anual es de 80-85%.

### Relieve
El relieve está representado por las tierras bajas y llanura del Sur, que son tierras con poca elevación sobre el nivel del mar. Aunque también se observan colinas no mayores de 600 metros. En Penonomé encontramos las elevaciones importantes de Cerro el Gallote (261 metros) y el Cerro El Encanto (221 metros). En el corregimiento El Coco se presentan montañas medias y bajas entre 200 y 339 m s. n. m. respectivamente. Dentro de estas elevaciones están: Cerro Santa Cruz (334 m s. n. m.), y Cerro Anto (221 m s. n. m.).

### Límites
Los límites del distrito de Penonomé son: al norte con el distrito de Donoso y Chagres, al sur con el Distrito de Antón y Natá; al este con la Provincia de Panamá Oeste y el Distrito de Antón; al oeste con el distrito de La Pintada y parte del distrito de Natá.

### Ubicación
El Distrito de Penonomé está ubicado en la Provincia de Coclé, en la región Norte de la Provincia. A 87 metros de latitud, a una hora cuarenta y cinco minutos de la Capital  de la República Istmeña (1:45 minutos).
Sus coordenadas geográficas son: 8° 2’ 10”  latitud Norte y  8°21’57” de longitud de Greenwich. El área de superficie terrestre del distrito es de 1,740 km², siendo el primer distrito de la provincia en extensión territorial con 34% de la superficie. El distrito de Penonomé es la cabecera de la provincia de Coclé con un gran potencial turístico por sus ríos, montañas, flora, fauna y gente que trabaja las artesanías.
Los límites del distrito de Penonomé son: al norte con el Distrito de Donoso y Chagras, al sur con el Distrito de Antón y Natá; al este con la Provincia de Panamá y el Distrito de Antón; al oeste con el Distrito de La Pintada y parte de Distrito de Natá. Su división política administrativa se divide en diez (10) Corregimientos y estos a la vez se dividen en 376 comunidades o lugares poblados.

## Población
La mayoría de su población es de extracción mestiza, producto de la mezcla entre individuos de ascendencias indígena y caucásica.
Durante la construcción del Canal Francés la composición étnica no fue afectada en gran medida, ya que Penonomé no ofrecía muchas ventajas a las poblaciones de inmigrantes recién llegados. No obstante, los remanentes de los primeros inmigrantes chinos, lograron establecerse en Penonomé, en la década de 1910 y en adelante. Desde entonces, la colonia china es un pilar importante del desarrollo de Penonomé. Las colonias árabe y española comenzaron a establecerse a partir de la década de 1970. Según el censo de 2016, Penonomé alberga una población de 27.150 habitantes. y en su conurbación una población de 80,000 aproximadamente.

## Festividades
Las Fiestas Patronales en la que se rinde a La Inmaculada Concepción, Patrona de Penonomé, se celebran el
15 de diciembre.
La feria de la Naranja en Churuquita y el famoso Carnaval Acuático de Penonomé son los más importantes acontecimientos.

### El Carnaval Acuático de Penonomé
El Carnaval Acuático de Penonomé es uno de los más importantes de Panamá. Su creador, Guillermo Tatis Grimaldo, durante su mandato como alcalde del distrito, lo bautizó con ese nombre en 1970 y lo promovió hasta que alcanzó reconocimiento y fama nacional.
Parte primordial de la celebración son las comparsas y la participación de grupos folclóricos.
Este carnaval recoge costumbres de los antiguos pobladores de esta provincia, en la que los lugareños se lanzaban agua con totumas.
Actualmente, los visitantes pueden refrescarse en las populares "mojaderas" o en las "tarimas", que son estructuras de madera y hierro que sirven para las presentaciones.
El balneario de Las Mendozas, instalado en el río Zaratí, es uno de sus principales focos de actividad ya que allí se realiza el tradicional desfile de las balsas, el sábado de Carnaval. En la edición del 2013 el colorido desfile narraba la leyenda de Zaratí, la princesa indígena que murió por amor y dio nombre al río.
El domingo de Carnaval es el día del desfile de polleras, el vestido típico con el que se engalanan las panameñas. Las comparsas, salen con sus lucidas carrozas, acompañadas de grupos folclóricos y todo aquellos que quieran compartir sus ganas de carnavalear ataviados con trajes típicos.
Después del desfile, diversos tamboritos llenan de folclore distintos puntos de Penonomé hasta bien entrada la madrugada.
El lunes tiene lugar el desfile de fantasía, en el que las comparsas pugnan por ofrecer la carroza más vistosa y los ritmos más calientes.
El martes el Carnaval se despide con el desfile de gala, proyecciones folclóricas de gran calidad y un gran espectáculo de fuegos artificiales.

## Observatorio Astronómico de Panamá

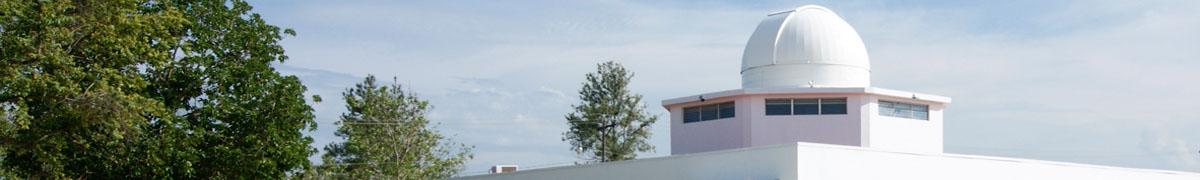
Observatorio de la Universidad Tecnológica de Panamá.

En julio de 2004, la Universidad Tecnológica de Panamá firmó un convenio con la Embajada de Francia, con motivo de la entrega del Telescopio Meade 14. En el marco de este convenio de donación, la UTP, se comprometió a otorgar las facilidades necesarias para la construcción de un Observatorio Astronómico, para permitir que científicos y el público en general puedan fortalecer sus conocimientos sobre astronomía.
Así surgió la iniciativa de construir un observatorio, ubicado en el Centro Regional de Coclé. Una de las primeras experiencias fue el evento del 8 de abril de 2005, un eclipse solar híbrido que tuvo su máxima apreciación sobre Penonomé.
El Telescopio Meade LX200GPS es un equipo extremadamente versátil y de alta resolución con control manual y computarizado. Por su diseño es posible transportarlo para realizar trabajos fuera del Observatorio Astronómico.
Cuenta con controles de botón, alineación perfecta por GPS, microenfoque con cero error, sensores electrónicos de nivel y Norte, seguimiento automático de objetos celestes, corrección periódica de error en ambos ejes y una base de datos con 125,000 objetos en el Autostar II (Software para manejar el Telescopio).
Actualmente el observatorio es dirigido por el astrofísico panameño Rodney Delgado Serrano.

## Turismo

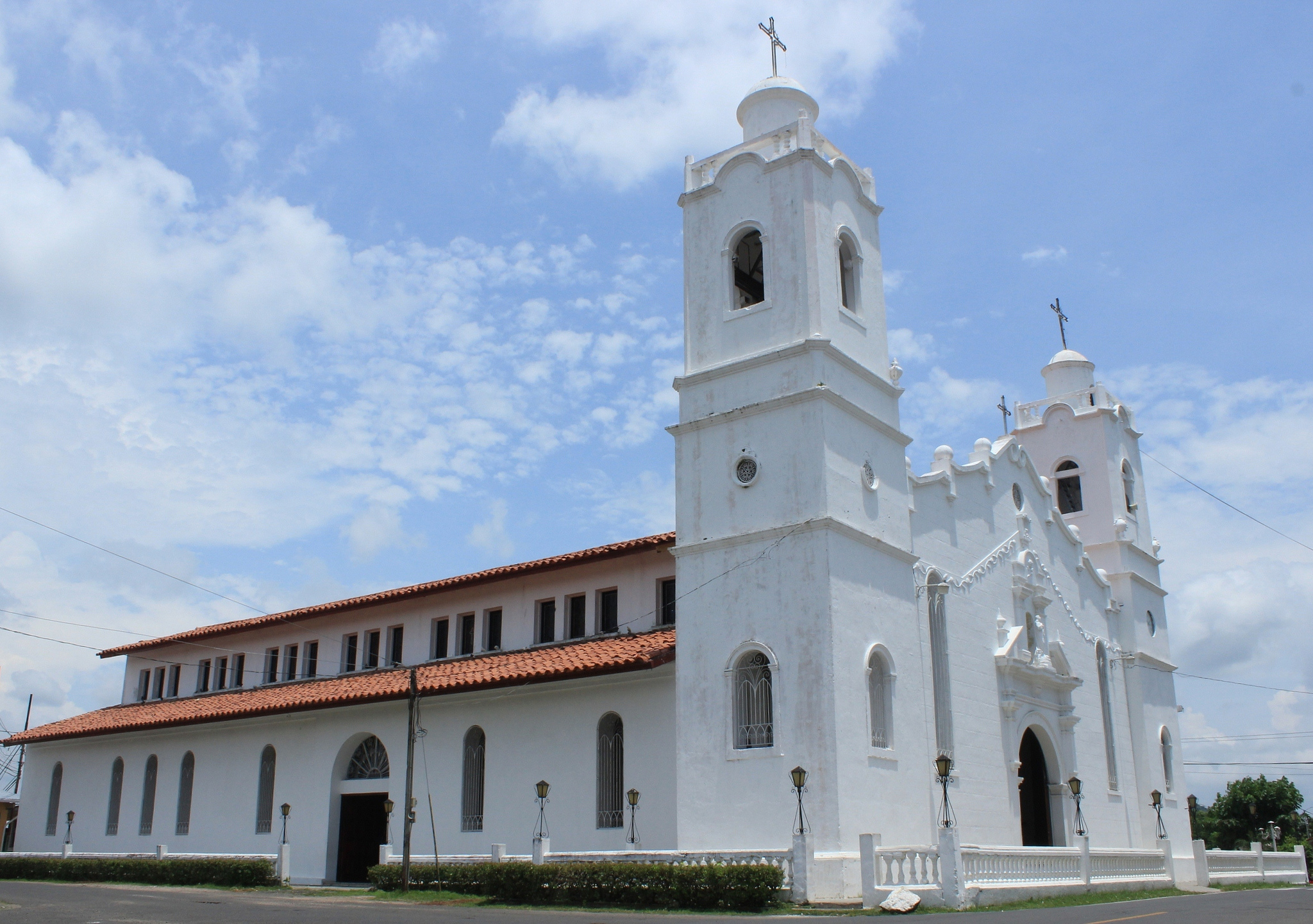
Catedral de San Juan Bautista.

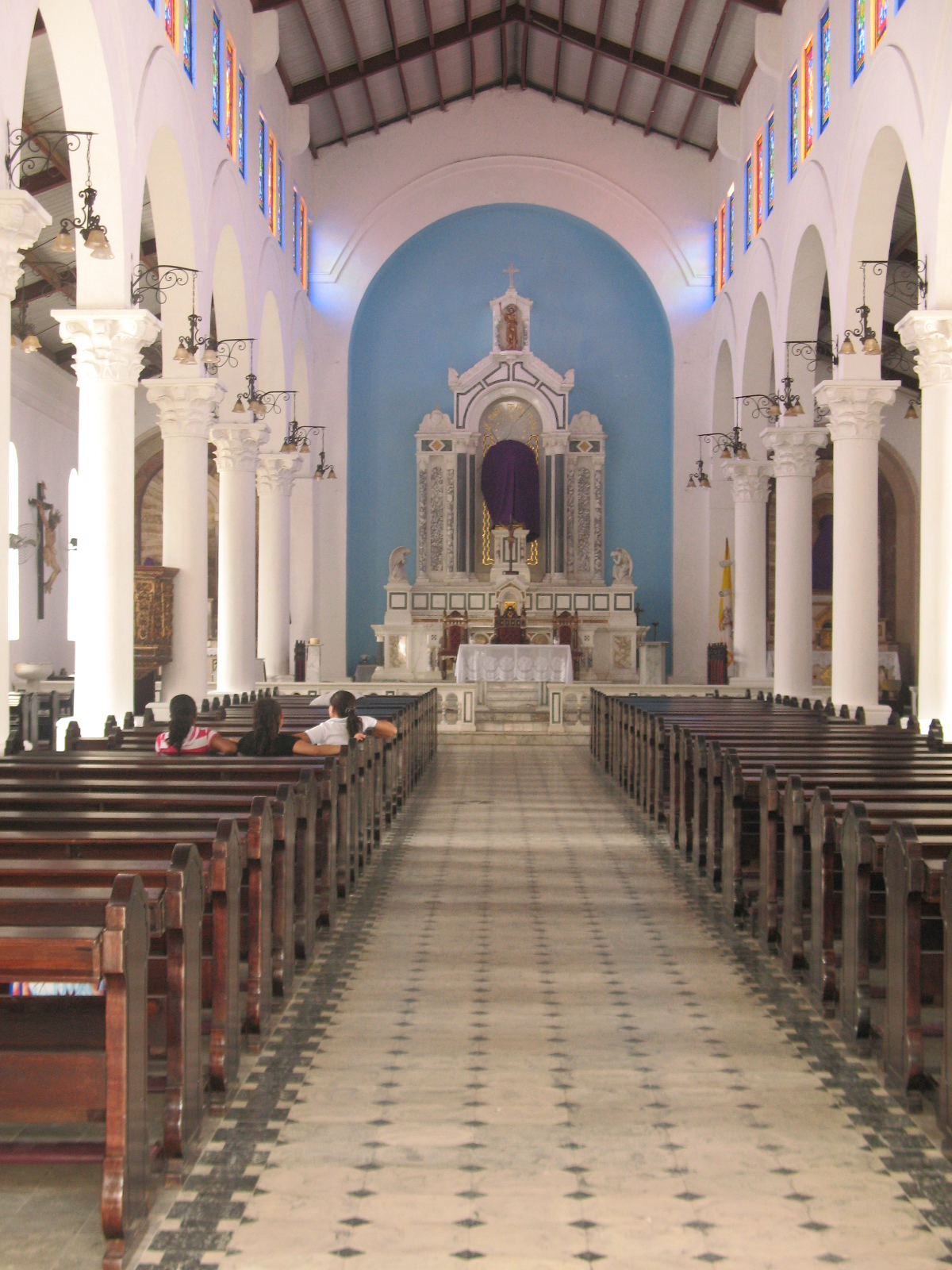
Interior de la Catedral de San Juan Bautista.

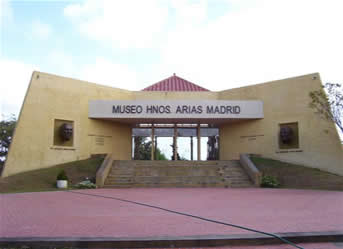
Museo de Hermanos Arias Madrid.

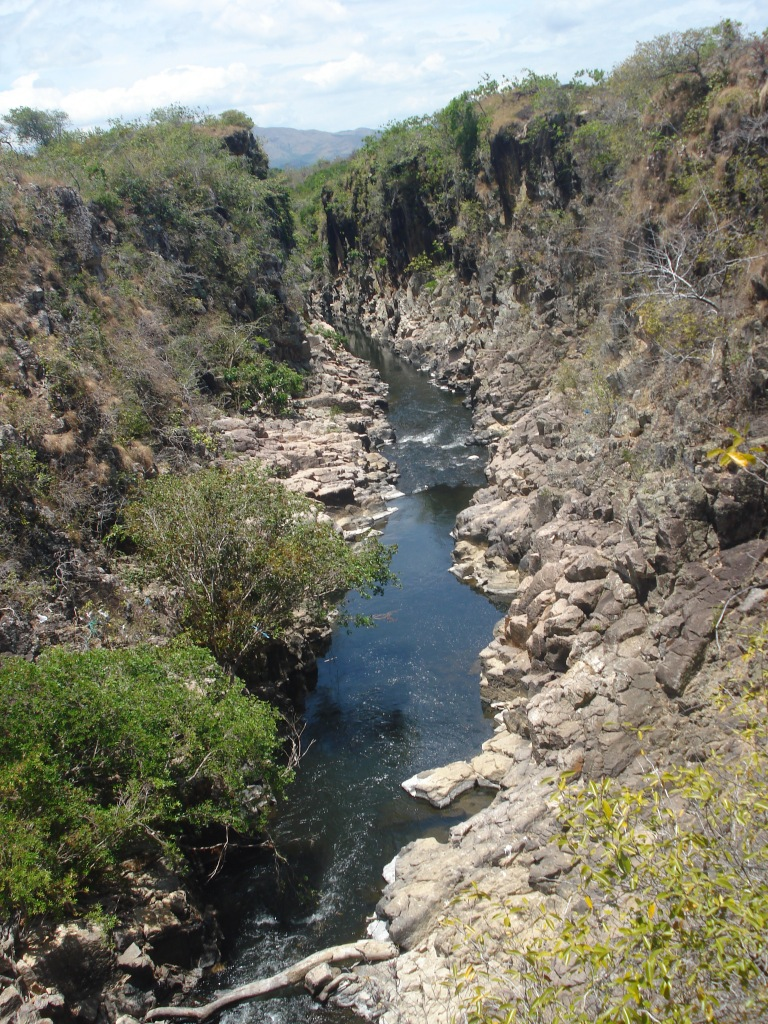
La Angostura.

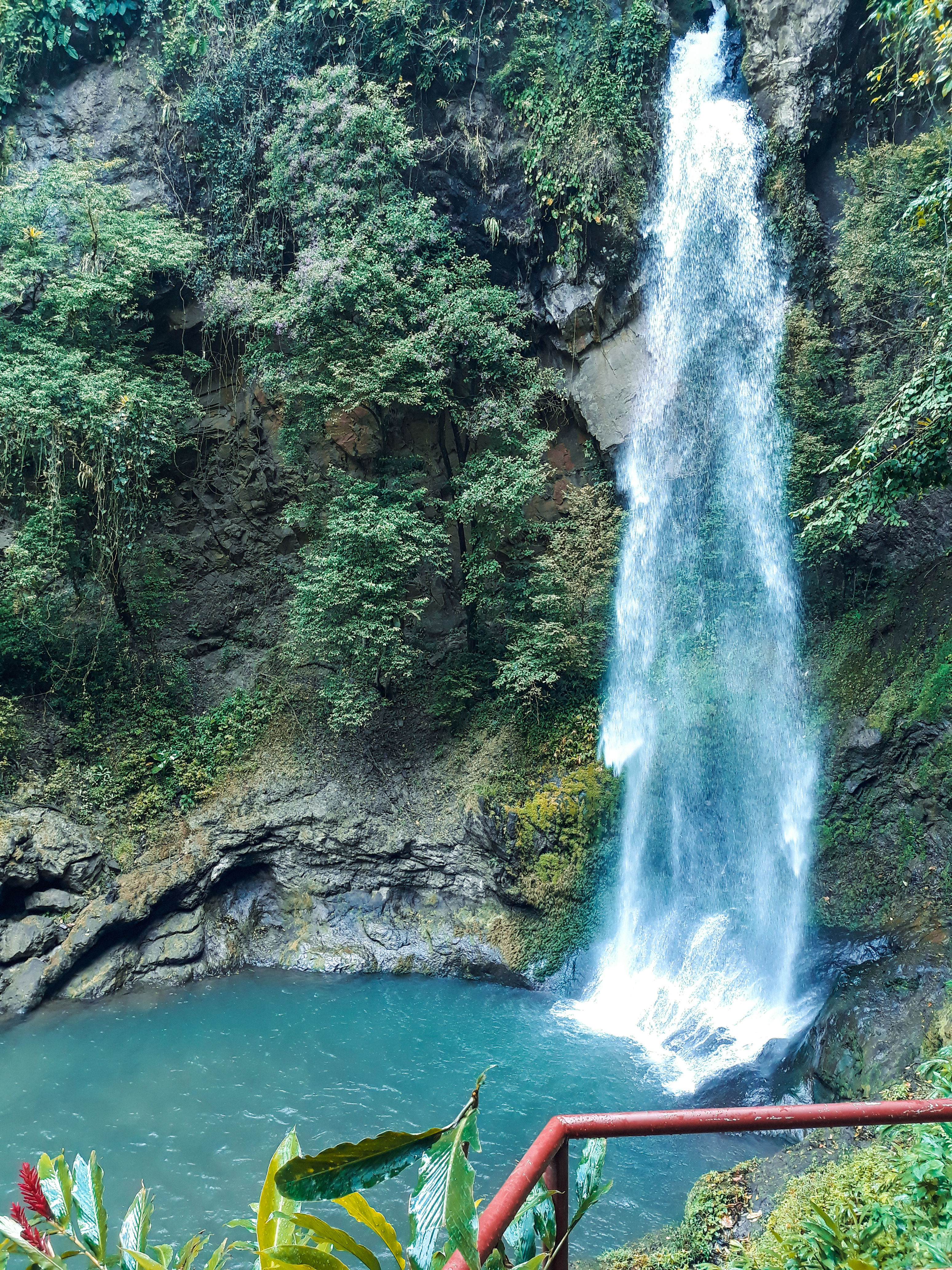
Cascada Tavida.

Penonomé está muy cerca de la costa del Pacífico (30 km) y bien comunicada con la ciudad de Panamá (150 km).
Son de gran interés la de Penonomé y el Museo de Penonomé, dedicado a la historia del pueblo desde la época indígena a la colonial, pasando por el periodo de la Conquista. También hay un Museo dedicado a los hermanos Harmodio y Arnulfo Arias Madrid, presidentes de la República de Panamá.
La provincia de Coclé, de la que Penonomé es la capital, es una tierra de impresionantes atracciones naturales combinadas con una cultura diversa y una historia rica en folklore y artesanía. Tiene un gran potencial turístico por sus ríos, montañas y sus bosques tropicales poblados de una rica y singular flora y fauna.

Entre los principales atractivos naturales se pueden mencionar:
- Chorro Tavida (Chiguirí Arriba)
- Chorro Las 3 Pailas (Pozo Azul)
- Balneario Las Mendozas (Penonomé - Río Zaratí)
- Balneario Piedra Amarilla (Sonadora)
- Cerro Guacamaya (Cañaveral)
- Los 7 Lagos (Penonomé)
- Cerro Santa Cruz (Penonomé)
- La Angostura ( Los Uveros)
- Cerro La Vieja (Chiguirí Arriba)

## Economía
Las actividades económicas del distrito de Penonomé se centran en el sector agropecuario (agricultura, ganadería, caza y selvicultura) y en el sector de servicio. En el área urbana del distrito, específicamente Penonomé Cabecera están concentrados los comercios, empresas de construcción y ebanistería, talleres mecánicos, servicios, transporte y empleos públicos.
En los corregimientos de Coclé, Penonomé Cabecera, Cañaveral, Río Grande y El Coco se dedican a la siembra de arroz, cultivo de tomate, melón y sandía; así como la actividad ganadera.
En el área norte (Chiguirí Arriba, Pajonal, Tulú, Toabré y Río Indio) se dedican a la agricultura de subsistencia, así como a la producción de horticultura, cítricos y tubérculos que, en gran parte, se venden en el Mercado Público de Penonomé.
En los últimos años se ha intensificado la producción agropecuaria en los corregimientos de Toabré y Pajonal entre las que se destacan la producción vacuna, porcina y de aves del corral.

## Industria
El sector industrial en el distrito de Penonomé está compuesto por 61 establecimientos manufactureros. Entre ellos se destacan Cervecería Nacional, Cervecería Barú Panamá, Refrescos Nacional, Coclesana de Carnes, Empacadora Avícola, Productos Alimenticios Cantun, Cuadernos Escolares o Fumigadora Aérea Nacional.

## Comercio y servicios
La economía de Penonomé está basada en el comercio estable a través de almacenes y empresas pequeñas, además del comercio ambulatorio de legumbres y frutas provenientes del área norte, o el comercio de artesanías, como los sombreros pintados.
La implantación de industrias mineras ha traído un auge económico que se traduce en la construcción de bienes raíces y la aparición de nuevos centros comerciales. También varias universidades privadas se han añadido a las instituciones públicas que ya tenían sede en Penonomé.
Otra actividad económica que contribuye a la economía del distrito es la artesanía. Entre las principales actividades artesanales se encuentra:
- Confección del sombrero pintado
- Cestas de mimbre
- Tallado de piedra belmont o piedra de jabón
- Tallado de madera y utensilios de madera
- Adornos móviles, juguetes, carteras y recordatorios de la palma de bellota
- Pintura en totuma de calabazo

## Deportes
En Penonomé el deporte más practicado es el fútbol en donde cuentan con muchos equipos de diferentes ligas de corregimientos, para así llegar los mejores equipos a la liga distrital, en donde se juegan la clasificación a la liga provincial que da dos cupos a la Copa Rommel, que es la tercera división del fútbol panameño.
En la actualidad Penonomé cuenta con un equipo en la Liga Panameña de Fútbol (LPF), que es el Club Deportivo Universitario; en la Liga Prom Unión Coclé FC, antiguo (AD San Antonio); otros clubes relevantes de la ciudad son el AD San Antonio, Atlético Penonomé, entre otros.

## Actividades económicas
Existen diversas industrias dedicadas a actividades como la fábrica de bloques, el secado y pilado de arroz, la producción de manjar y derivados de la leche; cría y estabulación y venta de ganado, y cría y venta de camarones, hotelería, entre otros.